# 秋裤大叔
秋裤大叔（約1970年—），原名赵小兵，是中華人民共和國男歌手，出生于河北廊坊，曾在北京做生意，2015年任文安县兴隆宫镇朱何村党支部书记。同年发布单曲《我想静静》。2017年發佈歌曲《一晃就老了》。 2019年8月，在CCTV-3综艺频道《开门大吉》演唱《一晃就老了》。